# Guaimario III di Salerno
Guaimario III (spesso indicato come Guaimario IV) (983 circa – 1027 circa) è stato un principe longobardo che ha governato Salerno dal 994 circa alla morte, avvenuta secondo alcuni intorno al 1030-31, ma più attendibilmente nel 1027.

## Biografia
Durante il suo regno, Salerno entrò in una fase di grande splendore, testimoniato dall'iscrizione Opulenta Salernum incisa sulle monete del tempo. A lui si deve la riduzione a vassalli del Principato di Salerno delle città di Amalfi, Gaeta e Sorrento e l'annessione di molti dei possedimenti bizantini in Puglia e Calabria. Figlio secondogenito di Giovanni II, associato al trono dal padre nel 989 dopo la morte del primogenito Guido, già co-reggente con Giovanni II dal 984 al 988. Nel 994 (secondo alcuni nel 998 o 999) il principe Giovanni morì e Guaimario assurse al rango di unico sovrano.
Nel 999, durante una sosta nel porto di Salerno di una banda di pellegrini normanni di ritorno da Gerusalemme, la città fu attaccata dai pirati saraceni. I Salernitani, spaventati, non diedero battaglia agli invasori, mentre i normanni si lanciarono spavaldamente contro il nemico. Il loro coraggio fu da sprone ai Salernitani, che si unirono alla battaglia e sventarono la minaccia musulmana. Guaimario offrì subito numerosi incentivi ai normanni affinché restassero a Salerno, ma questi rifiutarono e fecero ritorno in Francia, promettendo di diffondere la voce che il sud Italia aveva necessità di uomini pronti a combattere contro i saraceni.
Come capo di un dominio longobardo indipendente nel Mezzogiorno, Guaimario appoggiò le lotte d'indipendenza del longobardo Melo di Bari, che riparò presso di lui dopo la sconfitta subita nel 1011. Nominalmente, Guaimario era vassallo dell'imperatore Enrico II, ma dopo la sconfitta subita dagli insorti baresi a Canne nel 1018 passò segretamente dalla parte dell'imperatore bizantino Basilio II. Alla morte di Enrico, nel 1024, Guaimario inviò un'ambasciata presso il nuovo imperatore Corrado II per implorare la liberazione del cognato Pandolfo IV di Capua, il Lupo degli Abruzzi. Corrado, mostrando tutta la sua ingenuità, acconsentì. Il Lupo pose immediatamente d'assedio la sua antica capitale, Capua, di cui un tempo era stato principe. Un'impresa nella quale ottenne il supporto di Guaimario e dei normanni guidati da Rainulfo Drengot e il catapano d'Italia.
Nel 1015 Guaimario associò al trono il figlio maggiore, Giovanni III, avuto dalla prima moglie Porpora di Tabellaria (m. 1010 ca.), ma questi morì nel 1018. La co-reggenza fu affidata allora al secondogenito Guaimario, avuto dalla seconda moglie Gaitelgrima, sorella di Pandolfo di Capua. Un altro figlio di Guaimario, Guido, fu nominato gastaldo di Capua dallo zio Pandolfo e successivamente anche duca di Sorrento dal fratello maggiore. Il quarto figlio di Guaimario, di nome Pandolfo, divenne invece signore di Capaccio. Probabilmente nel 1026 il principe di Salerno ebbe anche una figlia, Gaitelgrima, che successivamente sposò i fratelli Drogone e Umfredo d'Altavilla, conti di Puglia.

## Curiosità

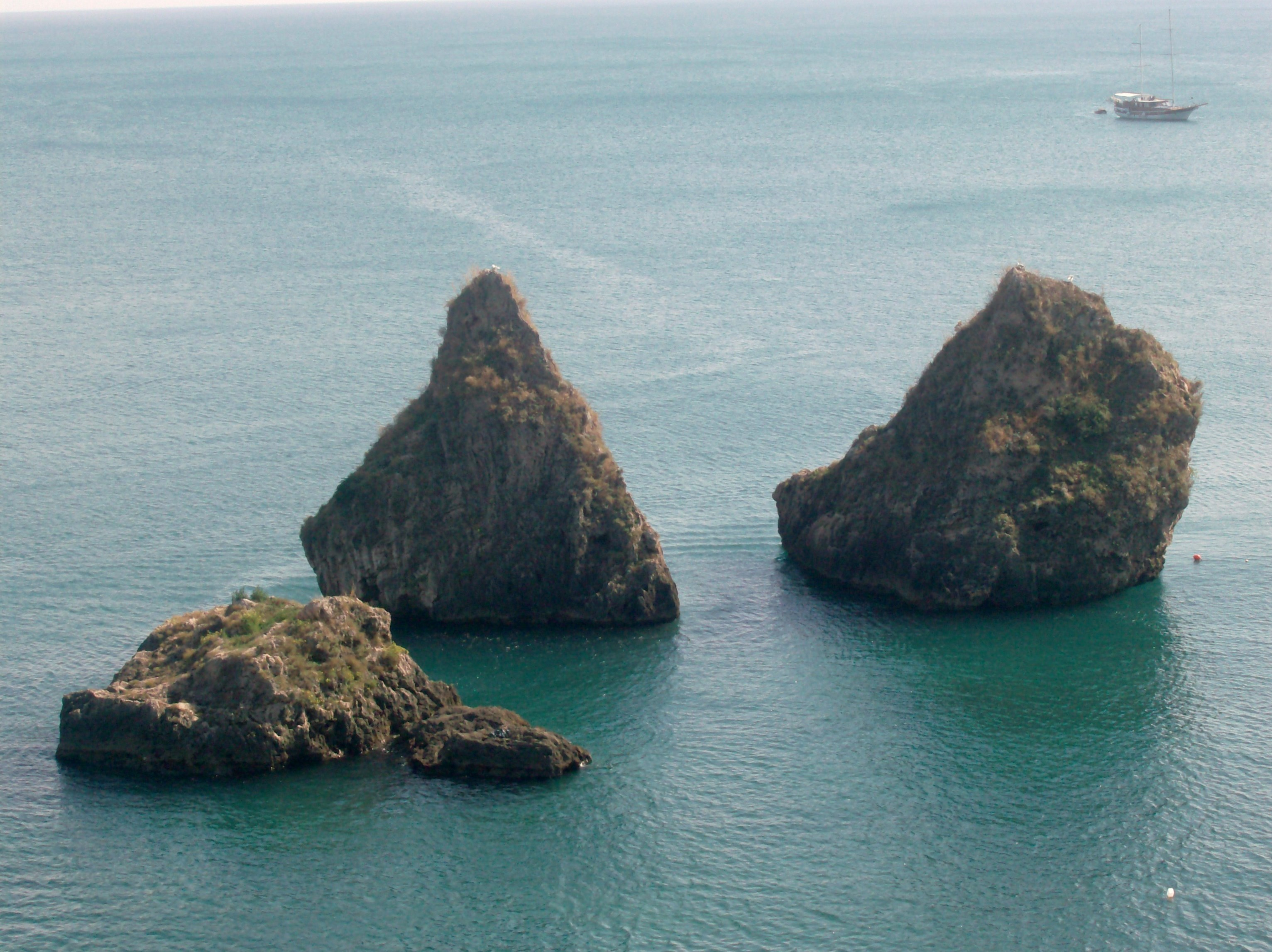
Gli scogli detti "I due fratelli"

L'assedio della flotta saracena ha dato origine ad una leggenda, "la Leggenda dei Due Fratelli".
Quando i Saraceni sbarcarono a Salerno scese in battaglia il più forte di loro, Rajan, che sfidò a duello il più forte tra i salernitani, Umfredo. I due combatterono valorosamente dall'alba al tramonto. A sera, esausti e morenti, scoprirono di avere al collo lo stesso simbolo, cioè di essere fratelli, separati tanti anni prima.
Il cavaliere Umfredo narrato nella leggenda era in realtà un cavaliere normanno, ed è vissuto qualche anno dopo l'avvenuta battaglia, negli anni 1010-1057. La leggenda difatti è stata creata proprio per mettere in risalto quanto i Normanni prevalessero militarmente in quel periodo. Si tratta di Umfredo d'Altavilla.
Attualmente nella spiaggia tra Vietri sul mare e Salerno vi sono due scogli che vengono chiamati "Due fratelli", in riferimento alla leggenda dei due fratelli. Essi rappresentano i due fratelli morti e "trasformati" in scogli.